# Kurlandziki
Kurlandziki (biał. Курляндзікі; ros. Курляндики) – wieś na Białorusi, w obwodzie witebskim, w rejonie miorskim, w sielsowiecie Zaucie.

## Historia
W czasach zaborów wieś rządowa, w powiecie dzisieńskim, w guberni wileńskiej Imperium Rosyjskiego.
W latach 1921–1945 wieś leżała w Polsce, w województwie wileńskim, w powiecie dziśnieńskim, w gminie Stefanpol, a od 1926 roku w gminie Mikołajów.
Według Powszechnego Spisu Ludności z 1921 roku zamieszkiwało tu 55 osób, 27 było wyznania rzymskokatolickiego, 28 prawosławnego. Jednocześnie wszyscy mieszkańcy zadeklarowali białoruską przynależność narodową. Było tu 12 budynków mieszkalnych. W 1931 w 14 domach zamieszkiwało 76 osób.
Wierni należeli do parafii rzymskokatolickiej w Hermanowiczach i prawosławnej w Stefanpolu. Miejscowość podlegała pod Sąd Grodzki w Łużkach i Okręgowy w Wilnie; właściwy urząd pocztowy mieścił się w Stefanpolu.
W wyniku napaści ZSRR na Polskę we wrześniu 1939 miejscowość znalazła się pod okupacją sowiecką. 2 listopada została włączona do Białoruskiej SRR. Od czerwca 1941 roku pod okupacją niemiecką. W 1944 miejscowość została ponownie zajęta przez wojska sowieckie i włączona do Białoruskiej SRR.
Od 1991 w składzie niepodległej Białorusi.